# Баница (област Враца)
Вижте пояснителната страница за други значения на Баница.
Ба̀ница е село в северозападна България, община Враца, област Враца.

## Етимология на името
Името на селото не е производно на тестеното изделие баница, а на баня.

## География
Село Баница се намира на около 18 km североизточно от Враца и около 24 km югозападно от Бяла Слатина. Разположено е в Предбалкана, в североизточното подножие на планинския рид Милин камък. Климатът е умереноконтинентален, почвите в землището са преобладаващо сиви и тъмносиви горски. Надморската височина в центъра на селото е около 254 m, на юг нараства до около 280 m.
През селото минава второкласният републикански път II-15, водещ на юг към Враца, а на север през селата Борован, Алтимир, Липница и град Мизия до град Оряхово на река Дунав.
Източно от село Баница тече река Скът, приток на река Огоста. В землището на селото има два язовира.
В центъра на селото има минерална баня и три чешми с минерална вода, откъдето може да се налива вода за пиене и за лечебни цели. На края на селото има и друг минерален извор с името „Церов дол“.
Населението на село Баница, наброявало 2742 души при преброяването към 1934 г. и 2943 – към 1946 г., намалява постепенно до 1617 към 1992 г. и 990 (по текущата демографска статистика за населението) – към 2020 г.
При преброяването на населението към 1 февруари 2011 г., от обща численост 1149 лица, за 642 лица е посочена принадлежност към „българска“ етническа група, за 184 – към ромска, за принадлежност към „турска“ етническа група и към други не са посочени данни, трима не се самоопределят и 316 лица не са дали отговор.

## История
Името на селото е славянско, умалително от „баня“ – топъл минерален извор. По време на османското владичество името е запазено и в турските документи е записвано като Баниче.
Местният климат е създавал благоприятни условия за живот на хора още през неолита, 6 – 5 хилядолетие пр.н.е., за което говорят археологическите находки от Баница. От средновековието най-известният паметник са развалините на триконхална църква и останки от други постройки на манастира „Свети Никола“ (построен при цар Иван Асен II (1218 – 1241 г.) и разрушен при падането на България под османско владичество). Вероятно в него в края на 13 век е написано прочутото Банишко евангелие. През османското владичество селото е войнуганско. Предполага се, че през периода 1600 – 1800 г. селото се е намирало в местността Крешка, а след това отново се връща на сегашното си място, както и че вероятно е съществувало още преди падането на България под османска власт в местността „Селището" – съседна от североизток на местността Крешка, и поради липса там на вода впоследствие се измества. Основен поминък на населението са земеделието и скотовъдството. Развиват се и много занаяти.
Паметно събитие в историята на селото е сражението на Ботевата чета на Милин камък на 18 май 1876 г.
След Освобождението започва свободното политическо, обществено, стопанско и културно развитие. В село Баница се построяват първите обществени сгради – училище, църква, баня, кланица, лечебница. Основани са кооперация („Земеделец“ – 1908 г.), читалище (1910 г.), занаятчийско сдружение, различни дружества.
След 9 септември 1944 г. се променя стопанският и културен живот на селото. За няколко десетилетия основно се подменя жилищният фонд, изграждат се пристройка на училището, сграда на читалището, административна сграда, „Занкооп“ и други. Селото се електрифицира, водоснабдява и телефонизира, а улиците са асфалтирани.
В 1884 година е завършена църквата „Възнесение Господне“. Зографията в нея е дело на дебърския майстор Велко Илиев.

## Население
Преброяване на населението през 2011 г.
Численост и дял на етническите групи според преброяването на населението през 2011 г.:
|                     | Численост | Дял (в %) |
| Общо                | 1149      | 100,00    |
| Българи             | 642       | 55,87     |
| Турци               | 0         | 0,00      |
| Цигани              | 184       | 16,01     |
| Други               | 0         | 0,00      |
| Не се самоопределят | 3         | 0,26      |
| Неотговорили        | 316       | 27,50     |

## Събития
Всяка година в селото се провежда празник на баницата. Традицията е поставена през 2000-та година. Празникът се провежда в една от съботите в периода средата на май-средата на месец юни. През 2022 година е отбелязано 20-тото юбилейно издание на фестивала след две години пауза заради ограниченията, свързани с коронавируса.

## Галерия
- Основно училище „Христо Ботев“
- Читалище „Светлина“
- Църква „Възнесение Господне“
- Камбанарията пред църквата
- Старинен каменен кръст до входа на църквата
- Паметна плоча от посещението на Васил Левски в началото на септември 1872 г.
- Паметна плоча от посещението на Георги Димитров в селото на 15 април 1923 г.
- Скулптурна композиция в центъра на селото